# 山岡譲
山岡 譲（やまおか ゆずる）1933年12月12日 - 2009年6月14日）は福岡県出身の陶芸家。上野焼の流れを組む上野焼香春徹山窯の二代目山岡徹山（やまおかてつざん）。

## 生涯
父の薦めで、上野焼（あがのやき）白川甫硯に弟子入りし、陶芸の技術を学ぶ。 昭和30年代より、九州で行われた数々の陶磁器展に入選。ハワイで行われた福岡県の展示会では、陶芸の県代表に選ばれ、海外でも評価を得る。
1989年（昭和64年）には京都大徳寺（だいとくじ）高桐院の紫野剛山住職より花押（かおう）を授与され、 さらに、1992年（平成4年）には京都大徳寺大慈院の戸田実山住職からも花押を授与、茶道の世界でも評価を得る。
福岡県田川郡香春町鏡山の地に窯を移し、茶道具を中心に深く味わいのある作品を作陶していた。